# خالد النعيمي
خالد النعيمي ممثل إماراتي كانت بدايته عام 2005 من خلال مسرح العين.

## أعماله

### المسلسلات التلفزيونية
- قلبي معي
- طماشة 6
- ساق البامبو
- مكان في القلب
- خيانة وطن
- حالة خاصة
- ساعة الصفر
- أبو جانتي ج2
- طماشة ج2
- حاير طاير
- حبة رمل
- عمران الزعفران
- الماجدي بن ظاهر
- البشارة
- الطواش
- ص.ب 1003
- مفتاح القفل
- عود حي
- رشاش
- عالي المقام
- عودة خالتي
- بيت القصيد
- الجذوع

### الأفلام
- جفاف مؤقت
- لال
- أحلام بالارز
- تمرد
- مزرعة يدوج1
- مزرعة يدوه ج2
- عبد الله
- فلاش
- روبيان
- نادي البطيخ
- فريج الطيبين
- شبح
- الملياردير
- سوشل مان

### المسرحيات
- النخلة والثعلب
- الساحر مرجان
- القبض على طريف الهادي
- مدينة القطط
- كوميديا عبر العصور
- قطع وصل
- ازمة وتعدي

## وصلات خارجية
- خالد النعيمي على موقع قاعدة بيانات الأفلام العربية